# 潞州区
潞州区是中国山西省长治市所辖的一个市辖区。总面积为344.27平方公里，2018年九月由原城区和郊区合并而来。區人民政府駐太行東街66號。

## 行政区划
截至2021年末，潞州区下辖13个街道办事处、3个镇：
东街街道、西街街道、英雄南路街道、英雄中路街道、紫金街街道、太行东街街道、太行西街街道、延安南路街道、常青街道、五马街道、堠北庄街道、老顶山街道、大辛庄街道、马厂镇、黄碾镇、西白兔镇、长治市老顶山旅游开发管理中心和长治经济技术开发区潞州区部分。

## 人口
根據第七次人口普查數據，截至2020年11月1日零時，潞州區常住人口為895280人，與2010年第六次全國人口普查的764841人相比，十年間增加了130439人，增長17.05%，年平均增長率1.59%。